# Nitro (Six Flags Great Adventure)
Nitro in Six Flags Great Adventure (Jackson, New Jersey, USA) ist eine Stahlachterbahn vom Modell Hyper Coaster des Herstellers Bolliger & Mabillard, die am 7. April 2001 eröffnet wurde.
Ein Hauptunterschied zu seinen beiden Vorgängern (Apollo’s Chariot in Busch Gardens Williamsburg und Raging Bull in Six Flags Great America) ist der fehlende Predrop an seinem First Drop.

## Fahrt
Die 1644,1 m lange Strecke erreicht eine Höhe von 70,1 m und zählt somit zur Kategorie der Hyper Coaster. Das Design der Achterbahn, welches einem „L“ ähnelt, beinhaltet neben vielen Airtime-Hügeln eine Helix auf der Rückfahrt.

## Züge
Nitro besitzt drei Züge mit jeweils neun Wagen. In jedem Wagen können vier Personen (eine Reihe mit vier Personen) Platz nehmen. Die Fahrgäste müssen mindestens 1,37 m groß sein, um mitfahren zu dürfen.

## Bilder

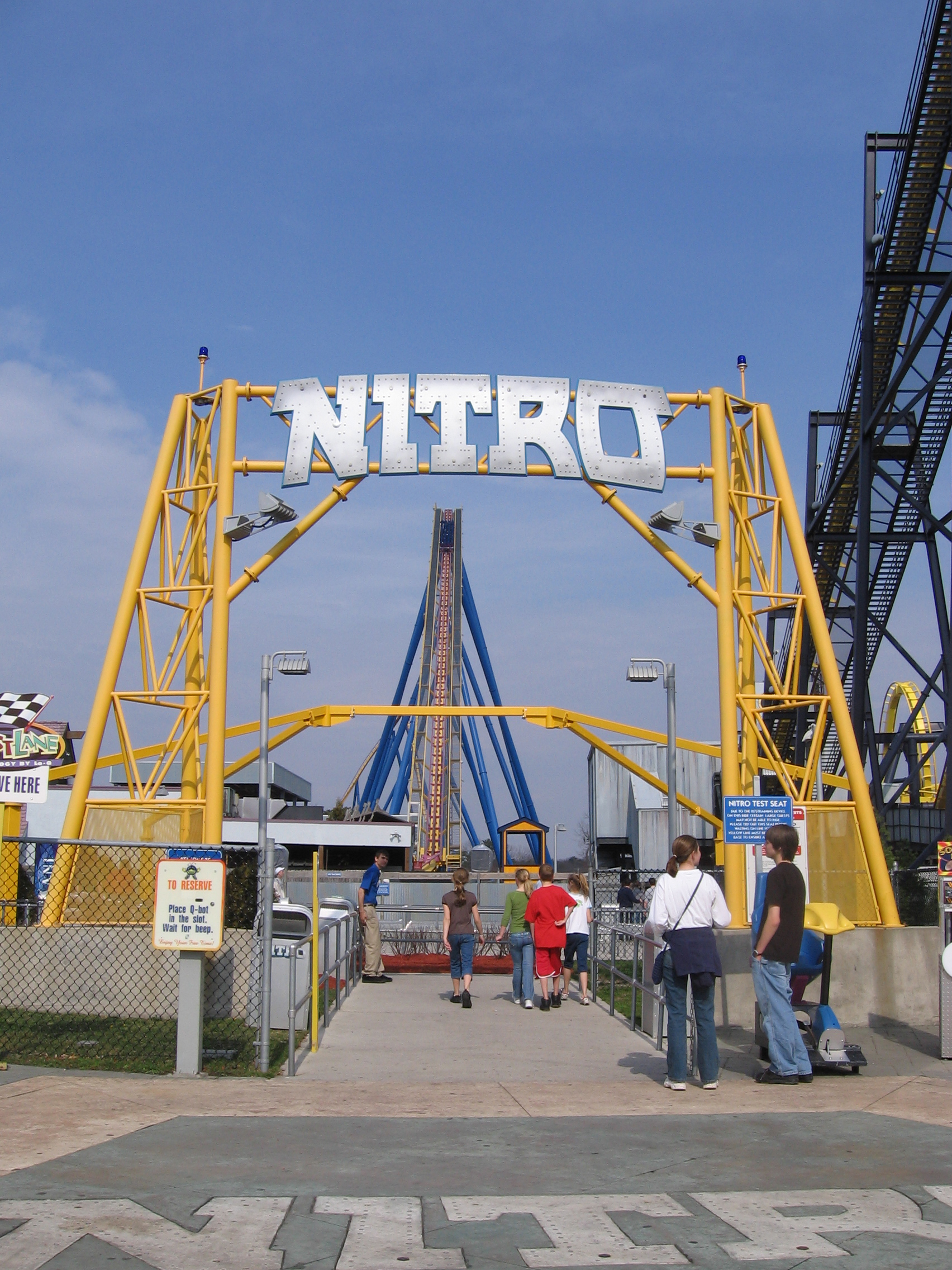
Der Eingang von Nitro
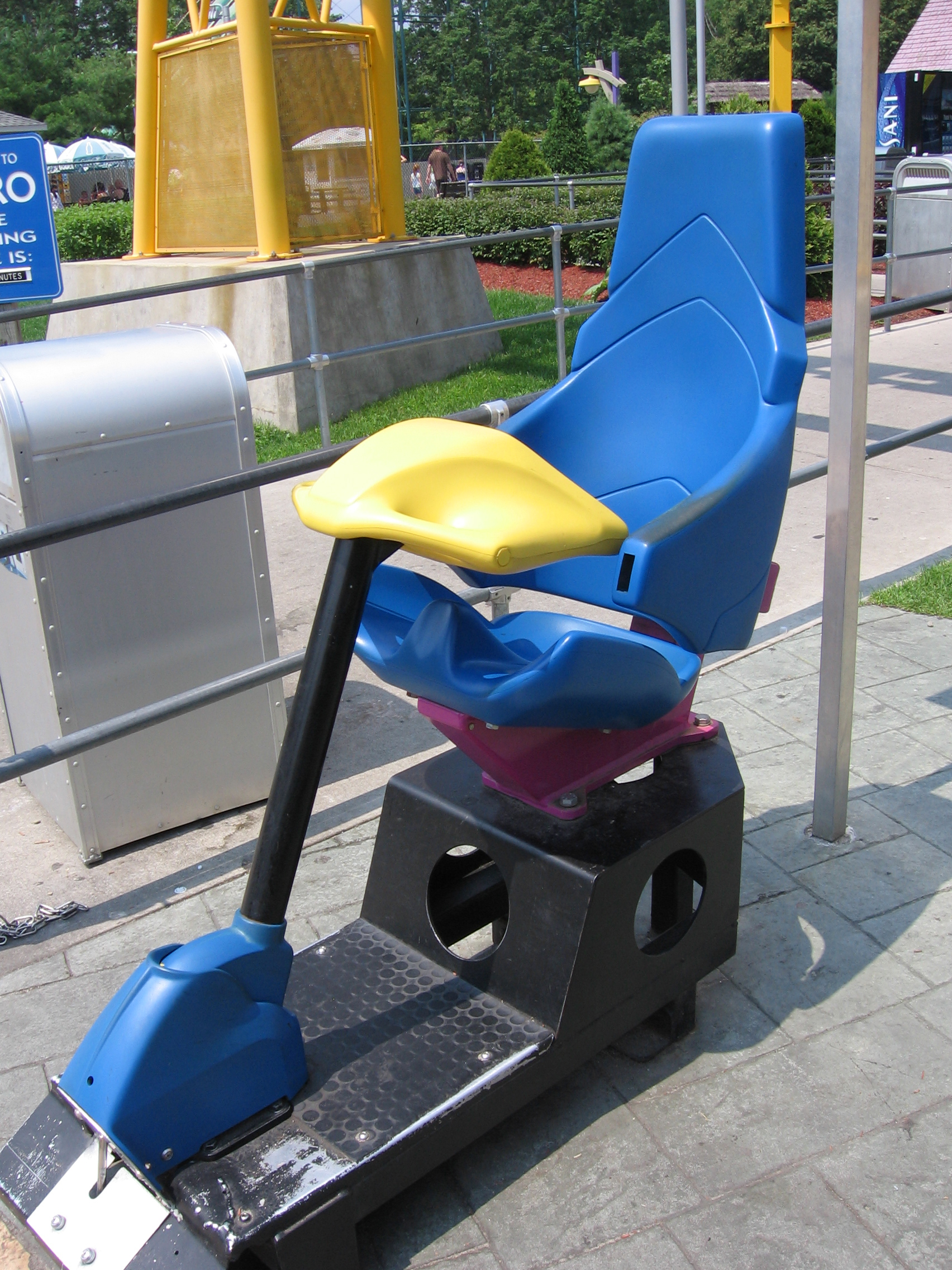
Nitros Testsitz
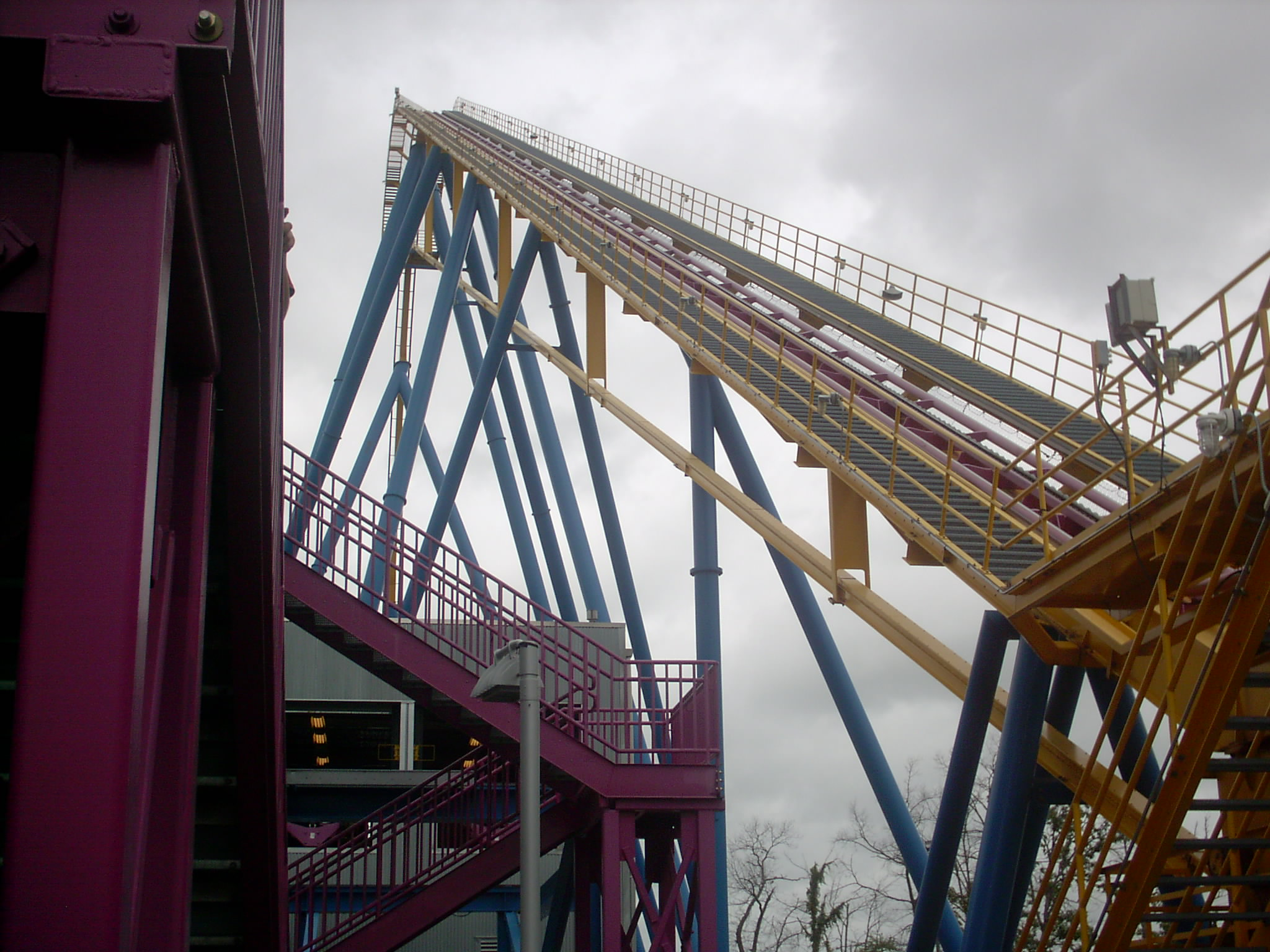
Der Lifthill